# باب مرتنس
باب مرتنس (هلندی: Bob Maertens; ۲۴ ژانویهٔ ۱۹۳۰ – ۱۱ ژانویهٔ ۲۰۰۳) بازیکن و مربی فوتبال اهل بلژیک بود.
از باشگاه‌هایی که در آن بازی کرده‌است می‌توان به باشگاه فوتبال رویال آنتورپ اشاره کرد.
وی همچنین در تیم ملی فوتبال بلژیک بازی کرده‌است.